# Küçükyaya, Kırkağaç
Küçükyaya là một xã thuộc huyện Kırkağaç, tỉnh Manisa, Thổ Nhĩ Kỳ. Dân số thời điểm năm 2011 là 127 người.